# Myliobatis tobijei
Myliobatis tobijei (лат.) — вид хрящевых рыб рода орляков семейства орляковых скатов отряда хвостоколообразных надотряда скатов. Эти скаты обитают в тропических водах северо-западной и центрально-западной части Тихого океана. Встречаются на глубине до 220 м. Максимальная зарегистрированная ширина диска 114 см. Грудные плавники этих скатов срастаются с головой, образуя ромбовидный диск, ширина которого превосходит длину. Характерная форма плоского рыла напоминает утиный нос. Тонкий хвост длиннее диска. Окраска дорсальной поверхности диска желтовато-коричневого цвета, обычно с тёмными отметинами неправильной формы.
Подобно прочим хвостоколообразным Myliobatis tobijei размножаются яйцеживорождением. Эмбрионы развиваются в утробе матери, питаясь желтком и гистотрофом. В помёте до 8 новорождённых. Рацион состоит из донных беспозвоночных, таких как ракообразные и моллюски и мелких костистых рыб. Эти скаты представляют незначительный интерес для коммерческого промысла, они попадаются в качестве прилова в донные тралы, ярусы и неводы.

## Таксономия
Впервые новый вид был научно описан в 1854 году. Синтип представляет собой неполовозрелую самку длиной 40,5 см с диском шириной 23,6 см, пойманную у берегов Нагасаки, Япония. Видовой эпитет происходит от японского названия этой рыбы, которое переводится как «чёрный скат».

## Ареал и места обитания
Myliobatis tobijei обитают в северо-западной и центрально-западной части Тихого океана у берегов Японии, в том числе Окинавы, Кореи и Китая. Они держатся в прибрежных водах от зоны прибоя, опускаясь на глубину до 220 м. Предпочитают песчаное или илистое дно.

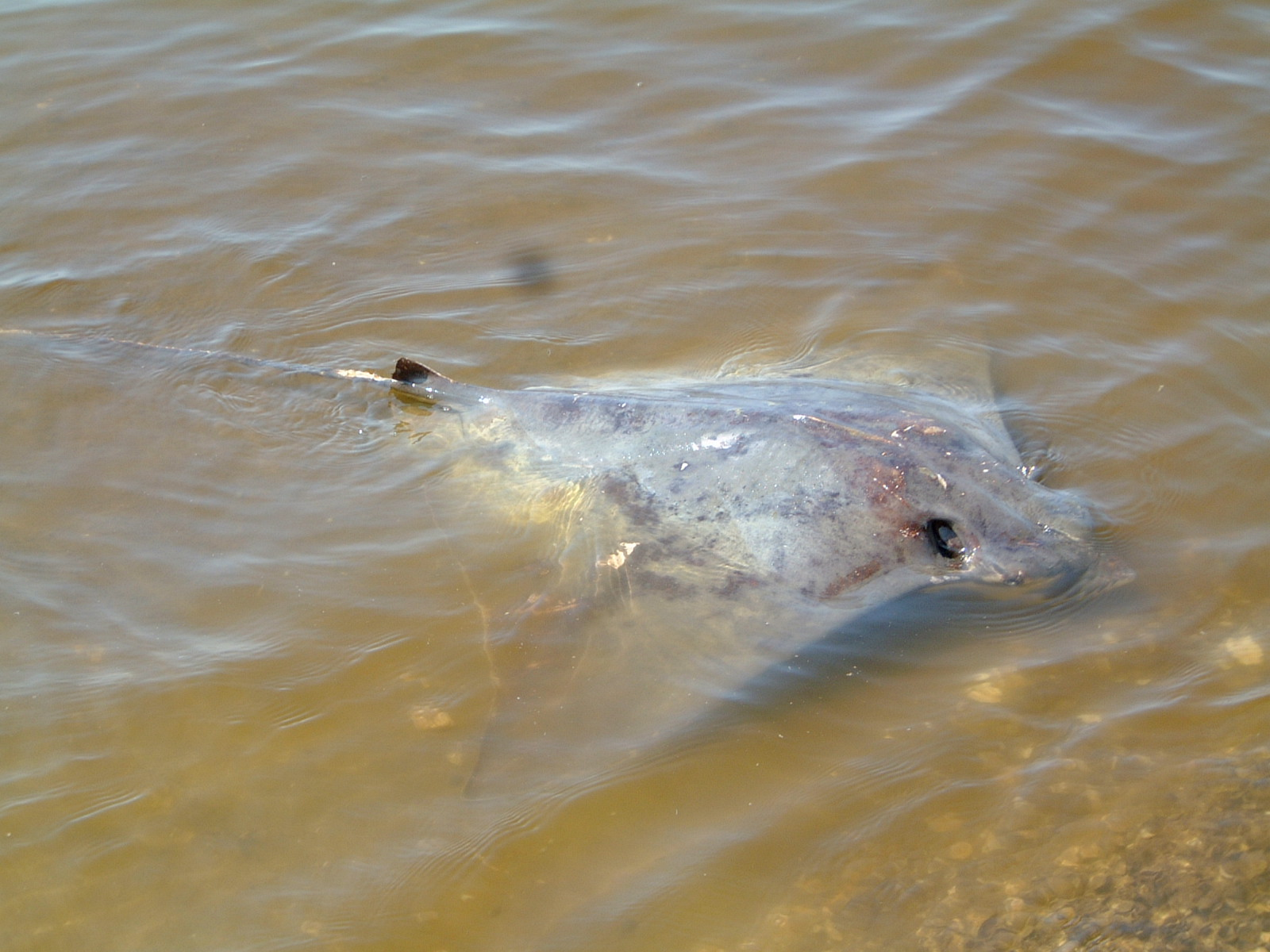
Myliobatis tobijei попадаются у самого берега.

## Описание
Грудные плавники Myliobatis tobijei, основание которых расположено позади глаз, срастаются с головой, образуя ромбовидный плоский диск, ширина которого превышает длину, края плавников имеют форму заострённых («крыльев»). Рыло притуплённое. Позади глаз расположены брызгальца. Область между глазами у взрослых самцов вогнута. На вентральной поверхности диска имеются 5 пар жаберных щелей, рот и ноздри. Между ноздрями пролегает кожный лоскут. Зубы образуют плоскую трущую поверхность. Кожа лишена шипов. Маленький спинной лавник сильно сдвинут назад и расположен позади брюшных плавников. Расстояние от кончика рыла до основания спинного плавника равно 66,6—78,8 % ширины диска. На хвосте присутствует один или реже несколько ядовитых шипов, расположенных дорсально, и небольшая вентральная кожная складка. Длина шипов достигает 10,3—18,6 % ширины диска. Длина птеригоподиев взрослых самцов составляет 6,6—10,2 % ширины диска. Количество лучей грудных плавников 79—85. Общее количество позвонков 115—124. Окраска дорсальной поверхности диска желтовато-коричневого цвета обычно с тёмными отметинами. Максимальная зарегистрированная длина тела 150 см, а ширина диска 114 см.

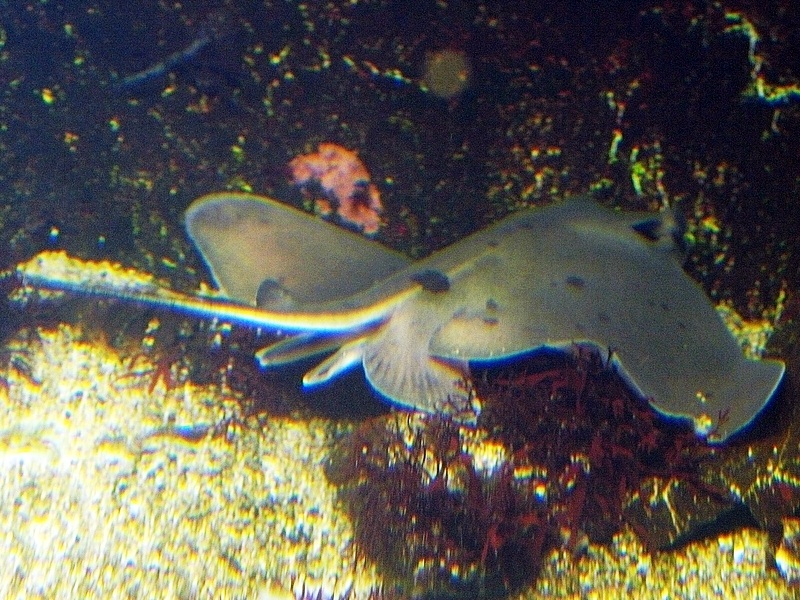
Дорсальная поверхность диска покрыта тёмными пятнышками

## Биология
Подобно прочим хвостоколообразным Myliobatis tobijei относятся к яйцеживородящим рыбам. Эмбрионы развиваются в утробе матери, питаясь желтком и гистотрофом. В помёте до 8 новорождённых. Самцы и самки достигают половой зрелости при ширине диска 65 см. Рацион состоит из донных беспозвоночных, таких как крабы, креветки и моллюски, а также мелких костистых рыб.
На Myliobatis tobijei паразитируют цестоды Caulobothrium tobijei и нематоды Mawsonascaris myliobatum и Raphidascaroides myliobatum.

## Взаимодействие с человеком
Myliobatis tobijei попадаются в качестве прилова при коммерческом промысле с помощью ярусов, тралов и неводов. Мясо используют в пищу и для производства рыбной муки. Международным союзом охраны природы статус сохранности вида относится к уязвимым.